# Reisafjorden
El Reisafjorden, Ráisavuotna (en sami septentrional), o Raisinvuono (kven) es un fiordo secundario del Fiordo de Kvænangen en Troms, Noruega. Se localiza principalmente en Nordreisa, con pequeñas partes repartidas entre Kvænangen y Skjervøy. Los principales centros urbanos que se asientan en la costa son Storslett y Sørkjosen, unidos por la ruta europea E06. Parte del fiordo pertenece al parque nacional de Reisa y tiene como afluente principal al río Reisaelva.